# Championnat de Belgique de football 1913-1914
Navigation
Saison précédente Saison suivante
Le championnat de Belgique de football 1913-1914 est la dix-neuvième saison du championnat de première division belge. Son nom officiel est « Division d'Honneur ».
Pour la troisième saison consécutive, la lutte pour le titre concerne le Daring et l'Union. Ces deux clubs sont talonnés par les deux équipes brugeoises durant une bonne partie de la saison mais sont finalement distancées. L'Union est victime de deux « bêtes noires », l'Antwerp contre lequel il ne prend qu'un point sur quatre et le CS Brugeois contre qui il s'incline deux fois. Ces points perdus sont fatals aux saint-gillois qui doivent laisser filer le Daring vers le deuxième sacre de son Histoire.
En bas de classement, les deux promus, le Léopold CB et l'AA La Gantoise sont à la lutte avec le Standard CL pour éviter les deux places de relégables. Le « Léo » est le premier à lâcher prise et est condamné à un retour en Promotion. L'autre place descendante fait l'objet d'une lutte intense jusqu'au terme de la saison. Gantois et Standardmen terminent à égalité et un test-match est organisé pour les départager. Les promus l'emportent et renvoient les liégeois au niveau inférieur.

## Clubs participants
Douze clubs prennent part à la compétition, autant que lors de l'édition précédente. Ceux dont le matricule est mis en gras existent toujours aujourd'hui.
| #  | Nom                                | Mat. | Ville      | Terrain                                          | En D1 depuis (série) | Total en D1 | Saison précédente |
| -- | ---------------------------------- | ---- | ---------- | ------------------------------------------------ | -------------------- | ----------- | ----------------- |
| 1  | Antwerp Football Club              | 1    | Anvers     | Broodstraat                                      | 1901-1902 (13e)      | 18e         | 9e                |
| 2  | Beerschot Athletic Club            | 13   | Anvers     | Kiel                                             | 1907-1908 (7e)       | 13e         | 4e                |
| 3  | Cercle Sportif Brugeois            | 12   | Bruges     | croisement Gistelsesteenweg et Torhoutsesteenweg | 1899-1900 (15e)      | 15e         | 5e                |
| 4  | Football Club Brugeois             | 3    | Bruges     | De Klokke                                        | 1898-1899 (16e)      | 17e         | 7e                |
| 5  | Daring Club de Bruxelles           | 2    | Molenbeek  | chaussée de Jette, 501                           | 1903-1904 (11e)      | 11e         | 2e                |
| 6  | Léopold Club de Bruxelles          | 5    | Uccle      | Parc Brugmann                                    | 1913-1914 (1re)      | 18e         | Promotion : 2e    |
| 6  | Racing Club de Bruxelles           | 6    | Uccle      | Vivier d'Oie                                     | 1895-1896 (19e)      | 19e         | 3e                |
| 11 | Association Athlétique La Gantoise | 7    | Gentbrugge | Albertlaan                                       | 1913-1914 (1re)      | 1re         | Promotion : 1er   |
| 7  | Racing Club de Gand                | 11   | Gand       | Emmanuel Hielstadion                             | 1911-1912 (3e)       | 4e          | 8e                |
| 8  | Standard Club Liégeois             | 16   | Sclessin   | rue de la Centrale                               | 1909-1910 (5e)       | 5e          | 10e               |
| 9  | Union Saint-Gilloise               | 10   | Uccle      | rue de Forest (actuelle rue J. Bens)             | 1901-1902 (13e)      | 13e         | 1er               |
| 10 | Club Sportif Verviétois            | 8    | Verviers   | ?                                                | 1912-1913 (2e)       | 9e          | 6e                |

### Localisations
| Antwerp Beerschot RC Gand La Gantoise Bruxelles FC Brugeois CS Brugeois Standard CS Verviers |

#### Localisation des clubs bruxellois
les 4 cercles bruxellois sont :
(10) Racing CB
(23) Léopold CB
Union SG
Daring CB

## Déroulement de la saison

### Le Cercle se mêle à la lutte pour le titre
Pour la troisième saison consécutive, on assiste à un duel entre les deux derniers champions en date, le Daring Club de Bruxelles et l'Union Saint-Gilloise. Les deux équipes brugeoises, le Cercle et le Club, parviennent à s'accrocher en début de saison. Le Cercle est d'ailleurs le premier à occuper seul la première place après trois victoires lors des trois premières journées. Accrochés la semaine suivante par La Gantoise (1-1), les « Verts et noirs » occupent la première place jusqu'à la septième journée et une défaite face à l'autre club gantois, le Racing de Gand. Le Daring s'isole alors à la première place et vire en tête à la mi-saison avec 14 points, soit un de plus que l'Union et deux de plus que le Cercle. Le Club de Bruges, moins régulier, est déjà distancé.

### Le Daring prend l'ascendant
Le second tour est perturbé par des rencontres remises. Parmi le trio de tête, seule l'Union parvient à disputer toutes ses rencontres aux dates prévues, ce qui lui permet d'occuper la première place avec 29 points le 18 janvier 1914. Tenu en échec 0-0 par le Standard CL, pourtant avant-dernier, le Daring a un point de moins et un match en retard à jouer. Suit à la troisième place le Cercle de Bruges avec deux matches et quatre points de moins que l'Union. Huit jours plus tard, le Cercle l'emporte 0-4 sur le terrain de l'Union et se replace dans la course au titre. Les espoirs de doublé des champions en titre s'envolent définitivement le 8 février 1914 et une sévère défaite 5-0 face au Daring. Le même jour, le Cercle s'incline 1-2 dans le derby brugeois et voit lui aussi ses rêves de titre s'envoler.
Une défaite surprise des Daringmen face à l'Antwerp relance un semblant de suspense mais une victoire écrasante 7-1 face au FC Brugeois la semaine suivante offre trois points d'avance sur l'Union avec un match de moins. Le Daring Club de Bruxelles est mathématiquement champion de Belgique pour la deuxième fois le 22 février 1914.

### Lutte acharnée pour le maintien
À l'opposé du classement, la lutte fait également rage pour éviter la relégation en Promotion. Trois équipes sont concernées, Le Standard Club Liégeois et les deux promus, le Léopold Club de Bruxelles et l'Association Athlétique La Gantoise. 
Lors de la première journée, le Standard s'impose 2-3 sur le terrain de La Gantoise. Par la suite, les liégeois enchaînent dix défaites et terminent le premier tour à la dernière place. Ils ne renouent avec la victoire que lors du premier match du second tour en l'emportant 2-0 face à... La Gantoise. Dans le même temps, les gantois comptent sept points et des partages face à deux ténors du championnat, le Daring et le CS Brugeois. Le Léopold Club, avant-dernier, a marqué quatre points.
Les joueurs de Gand s'imposent ensuite 2-1 face à Verviers et le « Léo » surprend tout le monde en étrillant 5-0 le FC Brugeois. Au soir de la seizième journée (sur 22), le Standard est toujours bon dernier. Le club liégeois se reprend alors et aligne une série de bons résultats avec un partage au Daring et trois victoires contre le Beerschot, le Léopold CB et Verviers. Le 8 février 1914, le Standard totalise onze points, soit autant que La Gantoise qui vient de l'emporter 3-0 sur le Beerschot. La semaine suivante, les « Rouges et blancs » s'inclinent à domicile face au Racing CB tandis que dans le même temps les « Buffalos » gagnent 4-0 face au Léo et reprennent ainsi deux points d'avance. Cette défaite condamne le club bruxellois à la relégation, douze mois après avoir fêté son retour parmi l'élite. C'est la dernière saison jouée parmi l'élite nationale par le « Léo ».
Lors de la journée officielle, les deux clubs sont battus. Ils doivent tous deux jouer une rencontre en retard. Les gantois s'inclinent 0-3 face au FC Brugeois et les liégeois l'emporte 4-2 face au RC de Gand. Avec treize points chacun, un test-match est organisé pour désigner le second descendant. Le 22 mars 1914, La Gantoise remporte ce match décisif deux buts à zéro et assure son maintien. Après cinq saisons au plus haut niveau, le Standard est relégué pour la première fois de son Histoire en Promotion. C'est également la seule relégation subie par le club, qui remontera au plus haut niveau en 1921 pour ne plus jamais le quitter ensuite.

## Résultats

### Résultats des rencontres
Avec douze clubs engagés, 132 matches sont au programme de la saison. 
| Résultats (▼dom., ►ext.)                                   | ANT | BEE | CSB | FCB | DAR | LEO | RAC | USG | LAG | RCG  | STA | VER |
| Antwerp FC                                                 |     | 2-4 | 2-3 | 1-3 | 1-0 | 0-3 | 1-2 | 3-2 | 5-2 | 1-4  | 2-1 | 1-3 |
| Beerschot AC                                               | 1-3 |     | 0-0 | 2-1 | 1-2 | 3-2 | 2-1 | 1-3 | 4-1 | 2-0  | 6-1 | 1-1 |
| CS Brugeois                                                | 2-2 | 3-2 |     | 1-2 | 0-0 | 5-0 | 1-3 | 2-1 | 1-1 | 2-0  | 5-0 | 3-1 |
| FC Brugeois                                                | 1-0 | 5-1 | 1-0 |     | 1-1 | 1-0 | 5-1 | 0-2 | 3-0 | 3-0  | 2-0 | 4-0 |
| Daring CB                                                  | 8-0 | 4-0 | 9-0 | 7-1 |     | 7-1 | 3-2 | 5-0 | 3-1 | 2-0  | 0-0 | 2-0 |
| Léopold CB                                                 | 2-3 | 4-1 | 1-6 | 5-0 | 0-4 |     | 1-7 | 0-1 | 1-2 | 1-1  | 4-0 | 3-4 |
| Racing CB                                                  | 0-0 | 2-1 | 1-3 | 2-1 | 3-4 | 2-0 |     | 1-2 | 4-0 | 3-2  | 6-0 | 3-0 |
| Union Saint-Gilloise                                       | 2-2 | 1-0 | 0-4 | 2-1 | 1-0 | 7-0 | 2-2 |     | 6-1 | 12-0 | 5-1 | 4-2 |
| AA La Gantoise                                             | 4-3 | 3-0 | 0-5 | 0-3 | 1-1 | 4-0 | 0-2 | 1-2 |     | 0-0  | 2-3 | 2-1 |
| RC de Gand                                                 | 5-0 | 0-1 | 1-0 | 3-1 | 2-3 | 4-3 | 0-2 | 0-1 | 1-0 |      | 2-1 | 2-0 |
| Standard CL                                                | 0-4 | 1-0 | 0-1 | 0-2 | 0-2 | 2-1 | 1-3 | 2-4 | 2-0 | 4-2  |     | 0-1 |
| CS Verviétois                                              | 2-1 | 3-1 | 0-1 | 3-1 | 1-2 | 6-0 | 4-2 | 0-0 | 3-2 | 2-2  | 1-2 |     |
| - Victoire à domicile - Match nul - Victoire à l'extérieur |     |     |     |     |     |     |     |     |     |      |     |     |

### Classement final
| Rang | Équipe                | Pts | J  | G  | N | P  | Bp | Bc | Diff |
| ---- | --------------------- | --- | -- | -- | - | -- | -- | -- | ---- |
| 1    | DARING CB             | 36  | 22 | 16 | 4 | 2  | 69 | 16 | +53  |
| 2    | Union St-Gilloise T C | 33  | 22 | 15 | 3 | 4  | 60 | 28 | +32  |
| 3    | CS Brugeois           | 30  | 22 | 13 | 4 | 5  | 48 | 27 | +21  |
| 4    | FC Brugeois           | 27  | 22 | 13 | 1 | 8  | 42 | 31 | +11  |
| 5    | Racing CB             | 27  | 22 | 12 | 3 | 7  | 53 | 33 | +20  |
| 6    | CS Verviétois         | 21  | 22 | 9  | 3 | 10 | 38 | 39 | -1   |
| 7    | Beerschot AC          | 19  | 22 | 8  | 3 | 11 | 34 | 42 | -8   |
| 8    | RC de Gand            | 19  | 22 | 8  | 3 | 11 | 31 | 44 | -13  |
| 9    | Antwerp FC            | 17  | 22 | 7  | 3 | 12 | 37 | 54 | -17  |
| 10   | AA La Gantoise        | 13  | 22 | 5  | 3 | 14 | 27 | 53 | -26  |
| 11   | Standard CL           | 13  | 22 | 6  | 1 | 15 | 21 | 55 | -34  |
| 12   | Léopold CB            | 9   | 22 | 4  | 1 | 17 | 32 | 70 | -38  |

Légende
- Champion de Belgique 1914
- Club participant au test-match pour le maintien
- Club relégué pour la saison suivante

Abréviations
T : Tenant du titre 1913

C : Vainqueur de la Coupe de Belgique 1913-1914

 : nouveau venu depuis la saison précédente

### Test-match pour désigner le second relégué
| Date                | Match                        | Résultat |
| ------------------- | ---------------------------- | -------- |
| 22 mars 1914        | AA La Gantoise - Standard CL | 2-0      |
| Standard CL relégué |                              |          |

### Meilleur buteur
Maurice Bunyan (Racing CB) avec 28 buts. Il est le quatrième joueur belge et le septième dans l'absolu à être sacré meilleur buteur pour la deuxième fois.

#### Classement des buteurs
Le tableau ci-dessous reprend les douze meilleurs buteurs du championnat, soit les joueurs ayant inscrit dix buts ou plus durant la saison.
| #   | Pays | Joueur            | Club                 | Buts | Matches joués |
| --- | ---- | ----------------- | -------------------- | ---- | ------------- |
| 1.  |      | Maurice Bunyan    | R. Racing CB         | 28   | 20            |
| 2.  |      | Sylvain Brébart   | Daring CB            | 25   | 22            |
| 3.  |      | Joseph Musch      | Union Saint-Gilloise | 22   | 21            |
| 4.  |      | Louis Verstraeten | Daring CB            | 15   | 22            |
| 5.  |      | Frans Lowyck      | CS Brugeois          | 14   | 21            |
| 6.  |      | Alfred Wright     | Daring CB            | 13   | 20            |
| 7.  |      | Louis Saeys       | CS Brugeois          | 12   | 21            |
| =.  |      | Jozef Bosmans     | Antwerp FC           | 12   | 22            |
| 9.  |      | Albert Carion     | Union Saint-Gilloise | 11   | 17            |
| =.  |      | Marcel Lacroix    | CS Verviétois        | 11   | 21            |
| 11. |      | Willy Lambrechts  | Beerschot AC         | 10   | 13            |
| =.  |      | Jean Otlet        | Léopold CB           | 10   | 21            |

## Récapitulatif de la saison
- Champion : Daring CB (2e titre)
- Troisième équipe à remporter deux titres de champion
- Quinzième titre pour la province de Brabant

| Région flamande (6)             | Région flamande (6) | Province de Brabant (4)      | Province de Brabant (4) | Région wallonne (2)    | Région wallonne (2) |
| ------------------------------- | ------------------- | ---------------------------- | ----------------------- | ---------------------- | ------------------- |
| Province d'Anvers               | 2                   | Région de Bruxelles-Capitale | 4                       | Province de Hainaut    | 0                   |
| Province de Flandre-Occidentale | 2                   | Province du Brabant flamand  | 0                       | Province de Liège      | 2                   |
| Province de Flandre-Orientale   | 2                   | Province du Brabant wallon   | 0                       | Province de Luxembourg | 0                   |
| Province de Limbourg            | 0                   |                              |                         | Province de Namur      | 0                   |

1. ↑  Au niveau footballistique, la province de Brabant est toujours unitaire malgré sa partition territoriale en 1995.

### Admission et relégation
Le Léopold CB est nettement l'équipe la plus faible de la série et sa dernière place est logique. Le second descendant est plus difficile à désigner. Grâce à ses grandes performances contre les candidats au titre, l'Antwerp FC reste juste au-dessus de la zone dangereuse. Par contre le Standard et La Gantoise doivent être départagés par un test-match.
Durant le championnat, le club liégeois bat deux fois les joueurs gantois (2-3 à Gand et 2-0 à Sclessin) mais dans le match décisif, les Flandriens prennent le dessus et renvoient les Rouges et Blancs en Promotion. Quelques semaines plus tard, les « Buffalos » confirment cette victoire en éliminant le Standard de la Coupe de Belgique.

### Débuts en Division d'Honneur
Un club fait ses débuts dans la plus haute division belge. Il est le 24e club différent à y apparaître.
- L'Association Athlétique La Gantoise est le 3e club de la province de Flandre-Orientale à évoluer dans la plus haute division belge.

### Premier club reconnu «Société Royale»
À l'époque, une association peut être reconnue « Société Royale » si elle parvient à démontrer une existence ininterrompue d'au moins 25 ans. Le premier club de football belge à bénéficier de cette reconnaissance est l'AA La Gantoise, qui adapte son nom en « Association Royale Athlétique La Gantoise ».

### Déclenchement de la Première Guerre mondiale
Peu de temps après la fin de cette saison, soit le 28 juin 1914, a lieu l'attentat de Sarajevo, événement déclencheur de la Première Guerre mondiale. Durant le conflit, toutes les compétitions de football s'arrêtent en Belgique. Elles ne reprennent qu'en 1919.

### Bilan de la saison
| Championnat de Belgique de football 1913-1914 |                      |
| Champion                                      | Daring CB (2e titre) |
| Dauphin                                       | Union Saint-Gilloise |
| Coupes et trophées                            |                      |
| Vainqueur de la Coupe de Belgique 1913-1914   | Union Saint-Gilloise |
| Promotions et relégations                     |                      |
| Promus en Division d'Honneur                  | Uccle Sport          |
| Promus en Division d'Honneur                  | RC de Malines        |
| Relégués en Promotion                         | Standard CL          |
| Relégués en Promotion                         | Léopold CB           |

## Statistiques pour la période 1895-1914

### Champions de Belgique
| Club                     | Ordre | Titres | Saisons                                  |
| ------------------------ | ----- | ------ | ---------------------------------------- |
| Union Saint-Gilloise     | 3e    | 7      | 1904, 1905, 1906, 1907, 1909, 1910, 1913 |
| Racing Club de Bruxelles | 2e    | 6      | 1897, 1900, 1901, 1902, 1903, 1908       |
| Football Club Liégeois   | 1er   | 3      | 1896, 1898, 1899                         |
| Daring Club de Bruxelles | 5e    | 2      | 1912, 1914                               |
| Cercle Sportif Brugeois  | 4e    | 1      | 1911                                     |

### Saisons de présence, titres et relégations
| Club                                 | Ordre | Saisons | Titres | Relégations |
| ------------------------------------ | ----- | ------- | ------ | ----------- |
| Racing Club de Bruxelles             | 1er   | 19      | 6      | aucune      |
| Antwerp Football Club                | 1er   | 18      | -      | aucune      |
| Léopold Club de Bruxelles            | 1er   | 18      | -      | 2           |
| Football Club Brugeois               | 1er   | 17      | -      | aucune      |
| Football Club Liégeois               | 1er   | 16      | 3      | 2           |
| Cercle Sportif Brugeois              | 12e   | 15      | 1      | aucune      |
| Beerschot Athletic Club              | 15e   | 13      | -      | 1           |
| Union Saint-Gilloise                 | 17e   | 13      | 7      | aucune      |
| Daring Club de Bruxelles             | 18e   | 11      | 2      | aucune      |
| Athletic & Running Club de Bruxelles | 8e    | 9       | -      | aucune      |
| Club Sportif Vérviétois              | 15e   | 9       | -      | 1           |
| Racing Club de Gand                  | 9e    | 6       | -      | 1           |
| Sporting Club Courtraisien           | 20e   | 5       | -      | 1           |
| Excelsior SC de Bruxelles            | 21e   | 5       | -      | 1           |
| Standard Club Liégeois               | 22e   | 5       | -      | 1           |
| Skill Football Club de Bruxelles     | 12e   | 3       | -      | aucune      |
| Sporting Club de Bruxelles           | 1er   | 2       | -      | aucune      |
| Racing Club de Malines               | 23e   | 2       | -      | 1           |
| Union Football Club d'Ixelles        | 1er   | 1       | -      | aucune      |
| Oostendensche FC                     | 9e    | 1       | -      | aucune      |
| Sport Pédestre de Gand               | 9e    | 1       | -      | aucune      |
| Football Club Courtraisien           | 12e   | 1       | -      | aucune      |
| Olympia Club de Bruxelles            | 18e   | 1       | -      | aucune      |
| Association Athlétique La Gantoise   | 24e   | 1       | -      | aucune      |

### Présences par provinces
| Province            | Clubs | Titres |
| ------------------- | ----- | ------ |
| Brabant             | 10    | 15     |
| Flandre-Occidentale | 5     | 1      |
| Liège               | 3     | 3      |
| Anvers              | 3     | -      |
| Flandre-Orientale   | 3     | -      |
| Hainaut             | -     | -      |
| Limbourg            | -     | -      |
| Luxembourg          | -     | -      |
| Namur               | -     | -      |

### Présences par villes (agglomérations)
Le nom d'une ville correspond à toute l'agglomération concernée. À cette période, la fusion des communes n'a pas encore eu lieu mais la plupart des clubs déménagent et évoluent sur le territoire de différentes communes.
|   | Ville     | Clubs | Titres |
| - | --------- | ----- | ------ |
| 1 | Bruxelles | 10    | 15     |
| 2 | Gand      | 3     | -      |
| 3 | Liège     | 2     | 3      |
| 4 | Bruges    | 2     | 1      |
| 5 | Anvers    | 2     | -      |
| 6 | Courtrai  | 2     | -      |
| 7 | Malines   | 1     | -      |
| 8 | Ostende   | 1     | -      |
| 9 | Verviers  | 1     | -      |

### Meilleurs buteurs
| #  | Joueur                    | Nationalité | Club(s)                    | Sacres | Buts    | Saisons                                              |
| -- | ------------------------- | ----------- | -------------------------- | ------ | ------- | ---------------------------------------------------- |
| 1  | Maurice Vertongen         | Belgique    | Racing CB (2) Union SG (1) | 3      | min. 87 | Racing: 1907 (29), 1908 (min 23) Union SG: 1910 (36) |
| 2  | Samuel Hickson            | Angleterre  | FC Liégeois                | 2      | ?       | 1896 (?), 1897 (?)                                   |
| 3  | Franz König               | Suisse      | Racing CB                  | 2      | ?       | 1898 (?), 1899 (?)                                   |
| 4  | Herbert Potts             | Angleterre  | Beerschot AC               | 2      | 42      | 1901 (26), 1902 (16)                                 |
| 5  | Gustave Vanderstappen     | Belgique    | Union SG                   | 2      | min. 30 | 1903 (?), 1904 (30)                                  |
| 6  | Robert De Veen            | Belgique    | FC Brugeois                | 2      | min. 26 | 1905 (?), 1906 (26)                                  |
| 7  | Maurice Bunyan            | Belgique    | Racing CB                  | 2      | 61      | 1912 (33), 1914 (28)                                 |
| 8  | Charles Atkinson Grimshaw | Angleterre  | Racing CB                  | 1      | ?       | 1900 (?)                                             |
| 9  | Vahram Kevorkian          | Russie      | Beerschot AC               | 1      | 30      | 1909 (30)                                            |
| 10 | Alphonse Six              | Belgique    | CS Brugeois                | 1      | 40      | 1911 (40)                                            |
| 11 | Sylvain Brebart           | Belgique    | Daring CB                  | 1      | 31      | 1913 (31)                                            |